# Milan Zahálka
Milan Zahálka (* 13. März 1977 in Ostrov nad Ohří) ist ein ehemaliger tschechischer Fußballspieler auf der Position des Torwarts.

## Karriere
Zahálkas Familie emigrierte 1980 nach Florenz in Italien, wo Zahálka mit dem Fußballspielen begann. Ab 1994/95 spielte der Torwart für AS Impruneta Tavarnuzze, das 1997 mit dem damaligen Serie-D-Verein Rondinella Marzocco Firenze fusionierte. 1997/98 machte Zahálka 14 Spiele für Rondinella und verhalf der Mannschaft so zum Aufstieg in die professionelle Serie C2. Zahálka wechselte zum Ligakonkurrenten Viareggio Calcio, wo er zwei Jahre blieb. 2000/01 spielte er für die SS Juve Stabia, 2001/02 für US Carrarese.
2002 wurde Zahálka von Como Calcio verpflichtet, das in der Serie A spielte. Über eine Rolle des Ersatztorwarts kam er nicht hinaus. 2004/05 spielte er für Aglianese Calcio. Im Sommer 2005 machte Zahálka zunächst Tests bei Slavia Prag, später bei Viktoria Pilsen, wurde aber nicht verpflichtet. Anfang 2006 wechselte Zahálka zu Bohemians 1905 Prag. Das Spieljahr 2006/07 begann er beim tschechischen Zweitligist Baník Sokolov, wechselte aber bald zum italienischen Serie C2-Ligist US Poggibonsi. Im Oktober 2007 wurde Zahálka von Gela Calcio verpflichtet.
Im Sommer 2008 verließ Zahálka Italien und schloss sich dem zyprischen Zweitligisten AO Agia Napa an. Anfang 2009 wechselte der Torhüter zum Ligakonkurrenten Omonia Aradippou. Zur Saison 2010/11 wechselte er zum Erstligisten Ethnikos Achnas. Seine letzte Saison bestritt er dann für Chalkanoras Idaliou.